# Lucca
Lucca là một đô thị và thị xã của Ý. Đô thị này là tỉnh lỵ tỉnh Lucca trong vùng Toscana. Lucca có diện tích 185,5 km2, dân số theo ước tính năm 2005 của Viện thống kê quốc gia Ý là 84.323 người. Thành phố nằm bên sông Serchio trong một đồng bằng màu mỡ gần biển Tyrrhenia. Thành phố nổi tiếng với tường thành thời Phục hưng nay còn nguyên vẹn.
Các đơn vị dân cư:
Đô thị Lucca giáp với các đô thị: